# Diskografie Foster the People
Toto je seznam vydané diskografie americké indie popové kapely Foster the People.

## Alba

### Studiová alba
| Torches                                                                                 | - Vydáno: 23. května 2011 (US) - Vydavatelství: Startime, Columbia | 8   | 1  | 69 | 7  | 29  | 13 | 53 | 18 | 49 | 12 | - RIAA: 3× Platinum - ARIA: Platinum - BPI: Gold - MC: Platinum - SNEP: Gold |
| Supermodel                                                                              | - Vydáno: 18. března 2014 (US) - Vydavatelství: Columbia           | 3   | 8  | 93 | 4  | 51  | 24 | 57 | 17 | 17 | 26 |                                                                              |
| Sacred Hearts Club                                                                      | - Vydáno: 21. července 2017 - Vydavatelství: Columbia              | 47  | 71 | —  | 54 | 180 | —  | 85 | —  | —  | —  | - RIAA: Gold                                                                 |
| Paradise State of Mind                                                                  | - Vydáno: 16. srpna 2024 - Vydavatelství: Atlantic                 | 170 | —  | —  | —  | —   | —  | —  | —  | —  | —  |                                                                              |
| "—" značí, že se nahrávka neumístila v hitparádách nebo v tomto území ani nebyla vydána |                                                                    |     |    |    |    |     |    |    |    |    |    |                                                                              |

### Znovuvydaná alba
| Název                      | Detaily                                                             |
| -------------------------- | ------------------------------------------------------------------- |
| Torches X (Deluxe Edition) | - Vydáno: 12. listopadu 2021 (US) - Vydavatelství: Columbia, Legacy |

### Mixtapy
| Název                           | Detaily                                                          |
| ------------------------------- | ---------------------------------------------------------------- |
| Melody & Silence (s The Knocks) | - Vydáno: 19. března 2021 (US) - Vydavatelství: Big Beat Records |

## Extended play
| Název                                        | Detaily                                                           |
| -------------------------------------------- | ----------------------------------------------------------------- |
| Foster the People                            | - Vydáno: 18. ledna 2011 (US) - Vydavatelství: Startime, Columbia |
| Spotify Sessions – Live from The Village     | - Vydáno: 15. dubna 2014 (US) - Vydavatelství: Columbia           |
| III                                          | - Vydáno: 27. dubna 2017 (US) - Vydavatelství: Columbia           |
| In the Darkest of Nights, Let the Birds Sing | - Vydáno: 11. prosince 2020 (US) - Vydavatelství: samovydavatel   |

## Singly

### Jako hlavní umělec
| "Pumped Up Kicks"                                                                       | 2010 | 3  | 3  | 1  | 3  | 5  | 10  | 9  | 35 | 17 | 18  | - RIAA: 14× Platinum - ARIA: 18× Platinum - BPI: 4× Platinum - MC: 5× Platinum - RMNZ: Platinum | Torches                                         |
| "Helena Beat"                                                                           | 2011 | —  | 15 | 74 | 70 | —  | —   | —  | —  | —  | —   | - RIAA: 2× Platinum - MC: Gold                                                                  | Torches                                         |
| "Call It What You Want"                                                                 | 2011 | —  | —  | 39 | —  | —  | —   | 75 | —  | —  | 139 | - RIAA: Gold - ARIA: Gold                                                                       | Torches                                         |
| "Don't Stop (Color on the Walls)"                                                       | 2012 | 86 | 8  | —  | 56 | —  | 121 | —  | —  | —  | —   | - RIAA: Platinum - MC: Gold                                                                     | Torches                                         |
| "Houdini"                                                                               | 2012 | —  | —  | —  | —  | —  | —   | 70 | 98 | —  | —   | - RIAA: Platinum                                                                                | Torches                                         |
| "Ruby"                                                                                  | 2012 | —  | —  | —  | —  | —  | —   | —  | —  | —  | —   |                                                                                                 | Singl bez alb                                   |
| "Coming of Age"                                                                         | 2014 | —  | 14 | 64 | 69 | 38 | —   | 44 | —  | —  | 158 | - RIAA: Gold                                                                                    | Supermodel                                      |
| "Pseudologia Fantastica"                                                                | 2014 | —  | 31 | —  | —  | —  | 118 | —  | —  | —  | —   |                                                                                                 | Supermodel                                      |
| "Best Friend"                                                                           | 2014 | —  | 21 | —  | 86 | —  | 150 | —  | —  | —  | —   |                                                                                                 | Supermodel                                      |
| "Are You What You Want to Be?"                                                          | 2014 | —  | 42 | —  | —  | —  | —   | —  | —  | —  | —   |                                                                                                 | Supermodel                                      |
| "The Unforeseeable Fate of Mr. Jones"                                                   | 2015 | —  | —  | —  | —  | —  | —   | —  | —  | —  | —   |                                                                                                 | Singl bez alb                                   |
| "Doing It for the Money"                                                                | 2017 | —  | 37 | —  | —  | —  | —   | —  | —  | —  | —   |                                                                                                 | Sacred Hearts Club                              |
| "Loyal Like Sid & Nancy"                                                                | 2017 | —  | —  | —  | —  | —  | —   | —  | —  | —  | —   |                                                                                                 | Sacred Hearts Club                              |
| "Sit Next to Me"                                                                        | 2017 | 42 | 5  | —  | 68 | 16 | —   | —  | —  | —  | —   | - RIAA: 4× Platinum - MC: Platinum                                                              | Sacred Hearts Club                              |
| "Pay the Man (Remix)" (feat. JID & Saba)                                                | 2017 | —  | —  | —  | —  | —  | —   | —  | —  | —  | —   |                                                                                                 | Singly bez alb                                  |
| "Worst Nites"                                                                           | 2018 | —  | 18 | —  | —  | —  | —   | —  | —  | —  | —   |                                                                                                 | Singly bez alb                                  |
| "Style"                                                                                 | 2019 | —  | 35 | —  | —  | —  | —   | —  | —  | —  | —   |                                                                                                 | Singly bez alb                                  |
| "Imagination"                                                                           | 2019 | —  | 20 | —  | —  | —  | —   | —  | —  | —  | —   |                                                                                                 | Singly bez alb                                  |
| "Pick U Up"                                                                             | 2019 | —  | 24 | —  | —  | —  | —   | —  | —  | —  | —   |                                                                                                 | Singly bez alb                                  |
| "Every Color" (s Louis the Child)                                                       | 2020 | —  | —  | —  | —  | —  | —   | —  | —  | —  | —   |                                                                                                 | Here for Now                                    |
| "It's OK to Be Human"                                                                   | 2020 | —  | —  | —  | —  | —  | —   | —  | —  | —  | —   |                                                                                                 | Singl bez alb                                   |
| "Lamb's Wool" (sólo nebo s Poolside)                                                    | 2020 | —  | 36 | —  | —  | —  | —   | —  | —  | —  | —   |                                                                                                 | In the Darkest of Nights, Let the Birds Sing EP |
| "The Things We Do"                                                                      | 2020 | —  | —  | —  | —  | —  | —   | —  | —  | —  | —   |                                                                                                 | In the Darkest of Nights, Let the Birds Sing EP |
| "Broken Jaw"                                                                            | 2021 | —  | —  | —  | —  | —  | —   | —  | —  | —  | —   |                                                                                                 | Torches X                                       |
| "Chin Music for the Unsuspecting Hero"                                                  | 2021 | —  | —  | —  | —  | —  | —   | —  | —  | —  | —   |                                                                                                 | Torches X                                       |
| "Lost in Space"                                                                         | 2024 | —  | —  | —  | —  | —  | —   | —  | —  | —  | —   |                                                                                                 | Paradise State of Mind                          |
| "Take Me Back"                                                                          | 2024 | —  | —  | —  | —  | —  | —   | —  | —  | —  | —   |                                                                                                 | Paradise State of Mind                          |
| "Chasing Low Vibrations"                                                                | 2024 | —  | —  | —  | —  | —  | —   | —  | —  | —  | —   |                                                                                                 | Paradise State of Mind                          |
| "—" značí, že se nahrávka neumístila v hitparádách nebo v tomto území ani nebyla vydána |      |    |    |    |    |    |     |    |    |    |     |                                                                                                 |                                                 |

### Jako vedlejší umělec
| Název                                                                                   | Rok  | Umístění v hitparádách | Umístění v hitparádách | Umístění v hitparádách | Umístění v hitparádách | Umístění v hitparádách | Umístění v hitparádách | Umístění v hitparádách | Umístění v hitparádách | Umístění v hitparádách | Certifikace  | Album             |
| Název                                                                                   | Rok  | US Alt.                | US Dance               | US Rock Air.           | AUS Hit.               | BEL (FL) Tip           | BEL (WA) Tip           | CAN Rock               | RUS                    | NZ                     | Certifikace  | Album             |
| --------------------------------------------------------------------------------------- | ---- | ---------------------- | ---------------------- | ---------------------- | ---------------------- | ---------------------- | ---------------------- | ---------------------- | ---------------------- | ---------------------- | ------------ | ----------------- |
| "Warrior" (Kimbra feat. Mark Foster a A-Trak)                                           | 2012 | —                      | —                      | —                      | 16                     | 57                     | —                      | —                      | —                      | 22                     |              | Vows              |
| "Nonsense" (Madeon feat. Mark Foster)                                                   | 2015 | —                      | 35                     | —                      | —                      | —                      | —                      | —                      | —                      | —                      |              | Adventure         |
| "Ride or Die" (The Knocks feat. Foster the People)                                      | 2018 | 16                     | 20                     | 28                     | —                      | —                      | —                      | —                      | 86                     | —                      | - RIAA: Gold | New York Narcotic |
| "Blur" (MØ feat. Foster the People)                                                     | 2018 | 35                     | —                      | —                      | —                      | —                      | 21                     | 36                     | —                      | —                      |              | Forever Neverland |
| "All About You" (The Knocks feat. Foster the People)                                    | 2020 | 17                     | 20                     | 33                     | —                      | —                      | —                      | 38                     | —                      | —                      |              | Singly bez alb    |
| "Hyperlandia" (deadmau5 feat. Foster the People)                                        | 2021 | —                      | 24                     | —                      | —                      | —                      | —                      | —                      | —                      | —                      |              | Singly bez alb    |
| "—" značí, že se nahrávka neumístila v hitparádách nebo v tomto území ani nebyla vydána |      |                        |                        |                        |                        |                        |                        |                        |                        |                        |              |                   |

### Promo singly
| "Broken Jaw"                                                                            | 2012 | —  | 32 | Torches                                         |
| "Nevermind" (alternate version)                                                         | 2014 | —  | —  | Supermodel                                      |
| "Pay the Man"                                                                           | 2017 | —  | —  | III EP                                          |
| "SHC"                                                                                   | 2017 | 50 | —  | III EP                                          |
| "I Love My Friends"                                                                     | 2017 | —  | —  | Sacred Hearts Club                              |
| "Under the Moon"                                                                        | 2020 | —  | —  | In the Darkest of Nights, Let the Birds Sing EP |
| "Pumped Up Kicks" (Gus Dapperton version)                                               | 2021 | —  | —  | Torches X                                       |
| "—" značí, že se nahrávka neumístila v hitparádách nebo v tomto území ani nebyla vydána |      |    |    |                                                 |

### Další umístěné a certifikované písně
| "I Would Do Anything for You"                                                           | 2011 | —  | - RIAA: Gold | Torches                |
| "See You in the Afterlife"                                                              | 2024 | 17 |              | Paradise State of Mind |
| "—" značí, že se nahrávka neumístila v hitparádách nebo v tomto území ani nebyla vydána |      |    |              |                        |

## Remixy
| Název                                                  | Rok  | Umělec       | Album                    |
| ------------------------------------------------------ | ---- | ------------ | ------------------------ |
| "The Edge of Glory" (Foster the People Remix)          | 2011 | Lady Gaga    | Born This Way: The Remix |
| "Colours" (Foster the People Remix)                    | 2011 | Grouplove    | žádné                    |
| "Blue Jeans" (Smims & Belle Remix feat. Azealia Banks) | 2012 | Lana Del Rey | Blue Jeans (Remixes) EP  |
| "Hide and Seek" (Foster the People Remix)              | 2016 | Nanakato!    | Singly bez alb           |
| "Nobody's Favourite" (Foster the People Rework)        | 2020 | Mobley       | Singly bez alb           |

## Další umělec

### Spolu umělec
| Název                                                               | Rok  | Další umělec | Album                          |
| ------------------------------------------------------------------- | ---- | ------------ | ------------------------------ |
| "Machu Picchu" (Foster the People Cover; originally by The Strokes) | 2012 | žádné        | BBC Radio 1's Live Lounge 2012 |

### Interpolace
| Název                   | Rok  | Umístění v hitparádách | Umístění v hitparádách | Umístění v hitparádách | Certifikace  | Album     |
| Název                   | Rok  | BEL                    | NOR                    | SWE                    | Certifikace  | Album     |
| ----------------------- | ---- | ---------------------- | ---------------------- | ---------------------- | ------------ | --------- |
| "Pumped Up" (Klingande) | 2017 | 82                     | 22                     | 71                     | - FIMI: Gold | The Album |

## Videoklipy
| Název | Rok  | Režisér                       |
| --- | ---- | ----------------------------- |
| "Pumped Up Kicks" | 2011 | Josef Geiger                  |
| "Helena Beat" | 2011 | Ace Norton                    |
| "Call It What You Want" | 2011 | Ace Norton                    |
| "Don't Stop (Color on the Walls)" | 2011 | Daniels                       |
| "Houdini" | 2012 | Daniels                       |
| Medley: "Surfer Girl" / "Wouldn't It Be Nice" / "Good Vibrations" (live at the 54th Annual Grammy Awards) (s The Beach Boys a Maroon 5) | 2012 | —                             |
| "Coming of Age" | 2014 | BRTHR                         |
| "Best Friend" | 2014 | Ben Brewer                    |
| "Pseudologia Fantastica" | 2014 | Mark Foster                   |
| "Doing It for the Money" | 2017 | Daniel Henry                  |
| "Sit Next to Me" | 2017 | Fourclops & Brinton Bryan     |
| "Worst Nites" | 2018 | Mark Foster & Josh Hutcherson |
| "Style" | 2019 | Mark Foster                   |
| "Imagination" | 2019 | Mark Foster                   |
| "Pick U Up" | 2019 | Mark Foster                   |
| "Lamb's Wool" | 2021 | Thomas Jarrett                |
| "Lost in Space" | 2024 | Rupert Höller                 |